# Sous le sable
Pour plus de détails, voir Fiche technique et Distribution.
Sous le sable est un film français réalisé par François Ozon, sorti en 2000.

## Synopsis
Marie, mariée à Jean depuis 25 ans et heureuse en ménage, enseigne la littérature anglaise dans une université de Paris.
Pendant les vacances d'été du couple près de Lit-et-Mixe dans les Landes, Jean prend un bain de mer tandis que sa femme reste sur la plage, absorbée par la lecture d'un livre. Lorsqu'elle cherche Jean du regard, elle ne le voit plus. Aucun témoin ne l'a vu entrer dans l'eau et nager.
Son corps n'étant pas retrouvé, plusieurs questions se posent : Jean a-t-il disparu volontairement, s'est-il suicidé, s'est-il noyé ? Sans corps pour le pleurer, Marie feint de croire que son mari est toujours vivant et présent dans leur appartement parisien. Elle organise alors sa vie autour de ce déni, masqué par sa complexité énigmatique et sa désorientation émotionnelle.

## Fiche technique
- Titre : Sous le sable
- Réalisation : François Ozon
- Scénario : Emmanuèle Bernheim, Marina de Van, François Ozon et Marcia Romano
- Production : Olivier Delbosc et Marc Missonnier
- Musique : Philippe Rombi, reprise de Barbara et de Portishead (undenied) comme leitmotiv
- Photographie : Antoine Héberlé (partie « été ») et Jeanne Lapoirie (partie « hiver »)
- Montage : Laurence Bawedin
- Décors : Sandrine Canaux
- Costumes : Pascaline Chavanne
- Pays d'origine :  France
- Format : couleurs - 1,85:1 - Dolby Digital - 35 mm
- Genre : drame
- Durée : 92 minutes
- Dates de sortie : 
  - 11 septembre 2000 (festival de Toronto)
  - 7 février 2001 (Belgique, France)

## Distribution
- Charlotte Rampling : Marie Drillon
- Bruno Cremer : Jean Drillon
- Jacques Nolot : Vincent
- Alexandra Stewart : Amanda
- Pierre Vernier : Gérard
- Andrée Tainsy : Suzanne Drillon, la mère de Jean
- Michel Cordes : le commissaire de police
- Maya Gaugler : l'Allemande
- Damien Abbou : le surveillant de plage en chef
- David Portugais : le jeune surveillant de plage
- Pierre Soubestre : le policier
- Agathe Teyssier : la responsable du magasin de luxe
- Laurence Martin : la vendeuse d'appartements
- Jean-François Lapalus : le médecin parisien
- Laurence Mercier : la secrétaire du médecin
- Fabienne Luchetti : la pharmacienne

## Production
Le tournage s'est déroulé à Lit-et-Mixe, Mimizan Plage, Paris et Saint-Julien-en-Born.

## Distinctions
- Nomination au Coquillage d'or, lors du Festival international du film de Saint-Sébastien 2000.
- Nomination au Prix du cinéma européen du meilleur réalisateur et de la meilleure actrice (Charlotte Rampling) en 2001.
- Nomination au César du meilleur film, meilleur réalisateur et meilleure actrice (Charlotte Rampling) en 2002.